# Égoïne
Une égoïne, ou scie égoïne est une scie à main en acier garnie de dents triangulaires affûtées, et munie d’une poignée en bois ou en plastique. En Belgique, elle porte aussi le nom de scie braquet ou scie Saint Joseph.
À l'inverse de la scie japonaise, l'égoïne travaille en poussant. Selon sa denture une égoïne sert à tronçonner ou à déligner.
L'égoïne prend le relais du sécateur pour la taille des branches de plus forte section.

## Technique pour couper une branche élevée
La technique, si elle est bien employée, permet de couper une branche sans provoquer de blessure (déchirure) à l'arbre lorsque la branche tombe.
- Si elle est en hauteur, bien positionner l'échelle pour éviter une chute accidentelle.
- faire une entaille d'environ un tiers de la section, sous la branche à l'endroit de la coupe.
- finir la coupe par le dessus de la branche au même endroit que l'entaille.

## Affûtage
Le dévoiement, s'explique par le fait qu'une dent de la scie est dévoyée à droite et que la suivante est dévoyée à gauche par rapport à l'axe de la lame. Cette technique d'affûtage permet l'évacuation de la sciure au moment de la coupe. Lorsqu'il est mal fait ou que la scie est mal affûtée on observe un encrassement et l'obligation d'appliquer une force supérieure à ce qu'elle devrait être au moment du travail.
L'affûtage se pratique à l'aide d'une lime qui enlève le métal avec un angle précis. Chaque dent est affûtée sur ses deux faces. On réalise l'affûtage des dents dévoyées à droite puis dévoyées à gauche, ou l'inverse.

## En tant qu'instrument de musique
L'égoïne émet un son particulier lorsqu'elle est frottée avec un archet. Il est possible de modifier le son en exerçant une torsion et en jouant plus ou moins haut sur la scie (si celle-ci n'est pas rectangulaire). L'égoïne servait principalement d'instrument d'accompagnement dans la musique folklorique américaine et québécoise. Aujourd'hui elle est de plus en plus utilisée dans la chanson française (nouvelle scène) et l'on trouve même des scies allant jusqu'à 3 octaves.